# Lista de extremos da Terra

## Extremos altimétricos

### Extremos altimétricos continentais
| África                                        | 5 895 m (19 340 pés) · Kilimanjaro, Tanzânia                              | -152 m (-512 pés) · Lago Assal, Djibuti                                                            |
| América                                       | 6 959 m (22 831 pés) · Aconcágua, Mendoza, Argentina                      | -105 m (-344 pés) · Laguna del Carbón, Argentina                                                   |
| Antártida                                     | 4 897 m (16 066 pés) Maciço Vinson                                        | -3 500 m (-11500 pés) Geleira Denman, Antártida Oriental                                           |
| Ásia                                          | 8 850 m (29 035 pés) Monte Everest, Nepal / (Tibete)                      | -418 m (-1 349 pés) · Margens do Mar Morto, Israel / Jordânia                                      |
| Europa                                        | 5 642 m (18 506 pés) · Monte Elbrus, Rússia                               | -28 m (-92 pés) · Margens do Mar Cáspio, Rússia - Irão / Turquemenistão / Azerbaijão / Cazaquistão |
| Oceania                                       | 4 884 m (16 023 pés) · Pirâmide Carstensz (Puncak Jaya), Papua, Indonésia | -15 m (-49 pés) · Lago Eyre, Austrália                                                             |
| As entradas em negrito são extremos da Terra. |                                                                           | |

Nota: Em função do diâmetro da Terra ser maior no Equador e diminuir à medida que se aproxima dos polos, não é o Everest, mas o Vulcão Chimborazo, no Equador, o ponto da superfície terrestre mais distante do Centro da Terra.

### Extremos de profundidade e desnível

#### A superfície
| Descrição                  | Desnível            | Localização                                                       |
| -------------------------- | ------------------- | ----------------------------------------------------------------- |
| Maior queda vertical       | 1 250 m (4 100 pés) | Monte Thor, Ilha de Baffin, Nunavut, Canadá                       |
| Maior queda quase vertical | 1 340 m (4 400 pés) | Torres Trango, Paquistão (cume à altitude de 6 286 m, 20 608 pés) |

#### Subterrâneos
| Descrição                        | Desnível              | Localização                                                                   |
| -------------------------------- | --------------------- | ----------------------------------------------------------------------------- |
| Caverna de maior profundidade    | -2 160 m (-7 128 pés) | Caverna Voronya, Maciço Arabika, Cáucaso Oeste, região da Abecásia ( Geórgia) |
| Maior queda vertical subterrânea | 516 m (1 693 pés)     | Caverna Velebit, Croácia                                                      |

### Extremos de profundidade de oceanos
| Oceano                                          | Profundidade          | Localização                         |
| ----------------------------------------------- | --------------------- | ----------------------------------- |
| Oceano Antártico                                | 7 235 m (23 730 pés)  | Fossa Sandwich do Sul               |
| Oceano Ártico                                   | 5 450 m (17 881 pés)  | Litke Deep, Bacia Eurásia           |
| Oceano Atlântico                                | 8 648 m (28 374 pés)  | Fossa de Porto Rico                 |
| Oceano Índico                                   | 7 725 m (25 344 pés)  | Fossa de Java                       |
| Oceano Pacífico                                 | 10 924 m (35 840 pés) | Challenger Deep, Fossa das Marianas |
| Mar Mediterrâneo                                | 5 121 m (17 220 pés)  | Mar Jônico                          |
| As entradas em negrito são os extremos da Terra |                       |                                     |

## Extremos geográficos setentrionais e meridionais

### Inabitados
| Ponto mais setentrional em terra firme (gelo) | Ilha Kaffeklubben, Gronelândia - 83° 40′ N, 29° 50′ O |
| Ponto mais meridional em terra firme (gelo)   | Polo Sul Geográfico                                   |

### Habitados
Estações polares:
| Lugar habitado mais ao Norte | Alert, Canadá - 82° 28′ N, 62° 30′ O                                                                                                   |
| Lugar habitado mais ao Sul   | não permanente: Estação Polo Sul Amundsen-Scott - 89° 59' 51" S 139° 16' 22" E · permanente: Puerto Toro, Chile - 55° 05′ S, 67° 04′ O |

Capitais de estados:
| Capital mais setentrional | Reykjavík, Islândia - 64° 08′ N, 21° 56′ O               |
| Capital mais meridional   | Wellington, Nova Zelândia - 41° 17' 19" S 174° 46' 37" E |

## Outros extremos

### Polo de inacessibilidade
- O polo de inacessibilidade é o lugar à superfície da Terra mais longínquo do mar. É um ponto de coordenadas (46° 16,8′ N, 86° 40,2′ L) que se encontra no Deserto de Dzoosoton Elisen no extremo norte do noroeste da província de Xinjiang, China, e está a 2.648 quilómetros do mar.

### Inacessibilidade oceânica
- O polo de inacessibilidade do Oceano Pacífico (conhecido como Ponto Nemo) é o ponto oceânico mais distante de qualquer porção de terra, estando localizado nas seguintes coordenadas geográficas: 48° 52,6′ S, 123° 23,6′ O. O Ponto Nemo fica localizado a uma distância de 2.688 km de três pontos de terra equidistantes mais próximos, sendo eles: a Ilha Ducie (nas Ilhas Pitcairn) ao norte, a Ilha Maher (no entorno da Ilha Siple, Antártida) ao sul, e o ilhéu Motu Nui (no entorno da Ilha de Páscoa) a nordeste. O Ponto Nemo é o ponto central de uma área de 22,405 milhões de km², a qual supera a antiga União Soviética.

### Cidades
- A localidade permanentemente habitada mais isolada do mundo é a pequena vila de Edimburgo dos Sete Mares, na ilha de Tristão da Cunha, a qual está situada a uma distância de 2173 km da localidade mais próxima, na ilha de Santa Helena.[2]
- Cidade maior do que um milhão de habitantes mais distante de outras iguais ou maiores: Auckland, Nova Zelândia. A mais próxima cidade desse porte é Sydney, Austrália, 2.153 quilômetros afastada.[3]
- Cidade maior do que meio milhão de habitantes mais distante de outras iguais ou maiores: Honolulu no Havaí. A mais próxima cidade desse porte é São Francisco, 3.841 quilômetros distante.
- Capital mais remota do mundo (maior distância entre duas capitais de países): entre Wellington, Nova Zelândia e Canberra, Austrália.
- Aeroporto mais remoto do mundo: Aeropuerto Internacional Mataveri (IPC) na Ilha da Páscoa. Fica a 3.759 km de Santiago, Chile (SCL), havendo voos regulares entre esses pontos.  Fica a 2.603 km de Mangareva (GMR) nas Ilhas Gambier, Polinésia Francesa, não havendo entre eles voos regulares.[4] Compara-se a esse o aeroporto da Estação Polo Sul Amundsen-Scott (NZSP) não tão remoto, ficando a 1.355 km Williams Field (NZWD) próximo à Ilha de Ross.[5]

### Ilhas isoladas
- Tristão da Cunha (parte do território britânico ultramarino de Santa Helena, Ascensão e Tristão da Cunha) é a ilha habitada mais isolada do mundo. O povoado de Edimburgo dos Sete Mares (capital e única povoação da ilha) está localizado a uma distância de 2.173 km da localidade mais próxima, situada na ilha de Santa Helena; a 2.816 km da Cidade do Cabo; e a 3.237 km do litoral do Brasil, em Arraial do Cabo (RJ).[2]
- A Ilha Bouvet é a mais isolada ilha desabitada, ficando a 2.204 km da mesma Cidade do Cabo e a 1.641 km da ilha de Gonçalo Álvares, no sul do oceano Atlântico.

### Maior distância em país
É de cerca de 7.300 km a distância sobre a superfície terrestre dos dois pontos mais distantes entre si dentro de um único país: ficam na Rússia. Litoral (Mar Negro) da Fronteira Geórgia-Rússia (43º23'13"N - 39º59'45"E) e o extremo leste do país no Estreito de Bering (66º05'13"N - 169º48'57"E);

### Menor distância entre capitais de países diferentes
As duas capitais, de países diferentes, mais próximas entre si são a Cidade do Vaticano, no Estado do Vaticano, e Roma, na Itália. Na realidade, a primeira fica dentro da segunda, e a distância dos seus centros - ou seja, da Praça de São Pedro, no Vaticano, até à Piazza Venezia, em Roma - é de apenas 2 km.
Há ainda duas outras capitais, de países soberanos diferentes, muito próximas entre si: Quinxassa, na República Democrática do Congo, e Brazavile, na República do Congo, que ficam separadas por 1,6 km (0.99 milhas), em margens opostas do rio Congo (a distância dos seus centros é de +- 10 km).
Nota: Errónea e frequentemente, diz-se que as duas capitais mais próximas uma da outra são Viena (Áustria) e Bratislava (Eslováquia), que distam entre si de c. de 64 km (+- 40 milhas).

### Grandes paisagens naturais
| Ártico                                           | Polo Norte                                                                                       | 8 239 000 km²  |
| Antártida                                        | Polo Sul                                                                                         | 16 432 000 km² |
| Cordilheira do Himalaia                          | Nepal / (Tibete) / Índia / · Paquistão / Afeganistão / Butão                                     | 1 624 000 km²  |
| Deserto do Saara                                 | Norte de África                                                                                  | 9 065 000 km²  |
| Floresta Amazônica                               | Brasil / Venezuela / · Peru / Colômbia / Equador / Guiana / Suriname / Guiana Francesa / Bolívia | 7 000 000 km²  |
| As entradas em negrito são os extremos da Terra. |                                                                                                  |                |

## Desertos

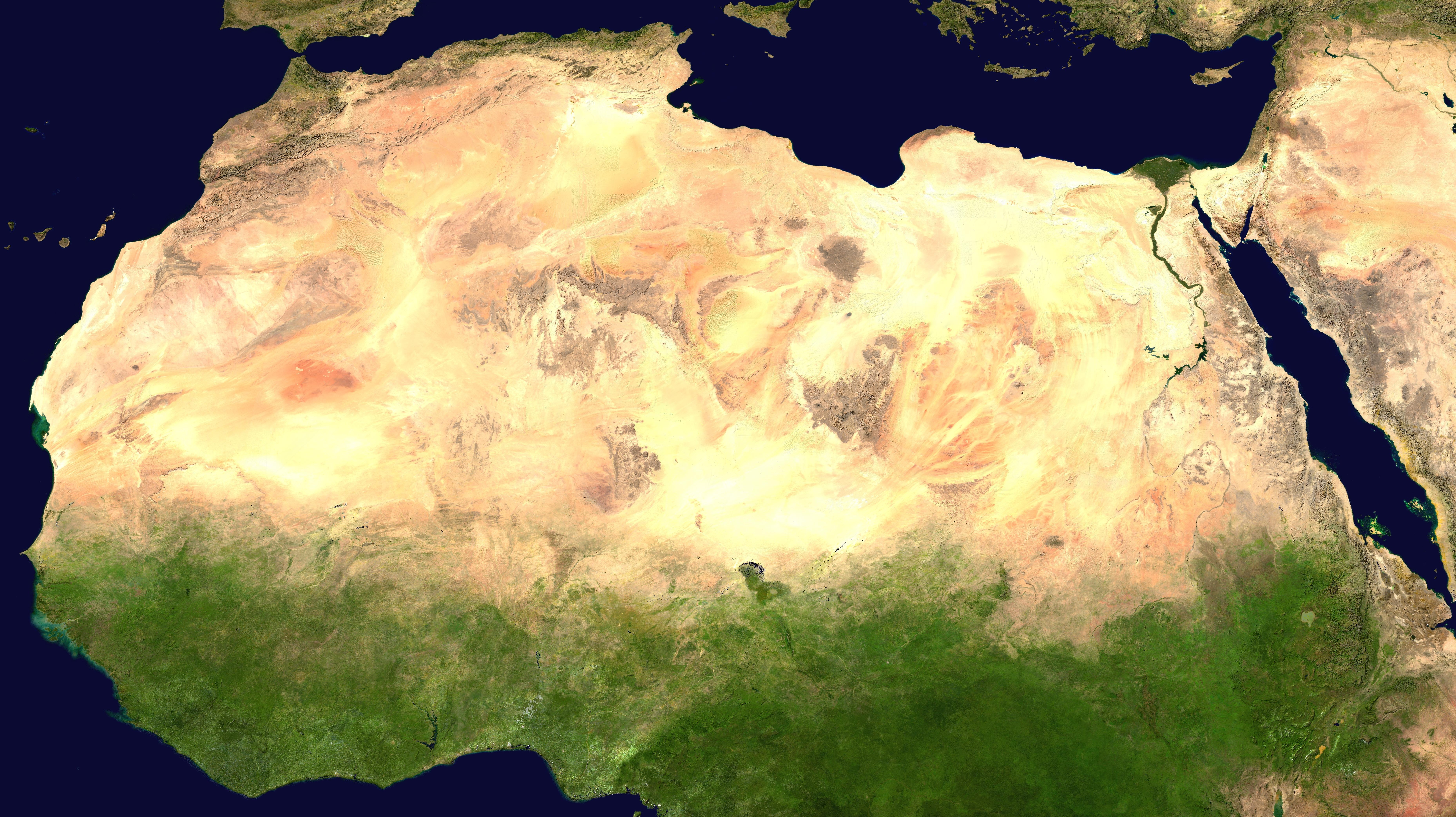
Imagem de satélite do deserto do Saara.

Os dez maiores desertos são:
| Deserto                             | Área (km²) |
| ----------------------------------- | ---------- |
| Antártida                           | 14.000.000 |
| Deserto do Saara (África)           | 9.000.000  |
| Deserto da Arábia (Arábia)          | 1.300.000  |
| Deserto de Gobi (Ásia)              | 1.125.000  |
| Deserto do Calaári (África)         | 580.000    |
| Deserto de Caracum (Ásia)           | 350.000    |
| Grande Deserto Victoria (Austrália) | 348.750    |
| Taclamacã (Ásia)                    | 344.000    |
| Deserto do Namibe (África)          | 310.000    |
| Grande Deserto de Areia (Austrália) | 267.250    |